# Абуказемов шаљиви календар
Абуказемов шаљиви календар био је илустровани хумористичко-сатирични лист који je 1878. године у Новом Саду покренио Илија Огњановић Абуказем, један од најбољих сарадника и ученика Јована Јовановића Змаја. Универзитетска библиотека "Светозар Марковић" у свом фонду има свеске објављене 1878. и 1881. године.

## Тематика и изглед часописа
Календар је био пародија тзв. прогностикона, популарних штампаних предвиђања „звездара“ или астролога. Шаљиви календари имали су узор у Раблеовим сличним „предвиђањима", али и у Стеријином Винка Лозића шаљивом календару. У оваквим публикацијама дају се прогнозе за сваки дан, овога пута у шаљиво-сатиричном тону са алузијама на актуелна друштвена и политичка дешавања.
Аутор шаљивих илистрација и карикатура био је Миливој Мауковић.

## Рубрике и прилози
Први део календара су чинила углавном шаљива предвиђања за сваки дан у месецу. На пример, за 22. јануар 1878. се "предвиђа" следеће: "Неки издавач српских књига моли своје дужнике, да му од дуга бар толико пошљу да може купити пиштољ да се убије."
Други део публикације доносио је хумореске, шаљиве песме, карикатуре, "приповетчице". Међу кратким прозним облицима су и питалице: "Ко је најскромнији? Бивши Текелијанци, јер неће да се уписују у Матицу, која им је дала штипендије, јер би се онда изједначили са члановима Матице, својим добротворима, а то им скромност забрањује."
Календар је објављивао и "истините догађаје", шаљиве некрологе, пародије народних пословица и др.

## Прилози Ј. Ј. Змаја
Јован Јовановић Змај је објављивао шаљиве и сатиричне песме, као што су: Ода празној кеси и Ода батини или Грађа за буквар нашој драгој дечици да боље науче мађарски, што је потписано псеудонимом „Комарац“.